# JALウェイブ
株式会社JALウェイブ(ジャルウェイブ)とは、かつて存在した東京国際空港（羽田空港）と成田国際空港で日本航空グループの航空会社および受託航空会社のオペレーション業務、ロードコントロール業務などの航務業務を行っていた、日本航空の子会社。
親会社である日本航空の関連会社再編に伴い、それぞれ羽田･成田で空港旅客サービス業務を行っていた株式会社JALスカイ東京およびJALスカイサービス株式会社の両社と共に、2009年10月1日に新たに設立された株式会社JALスカイに統合された。